# پالا همبرگر

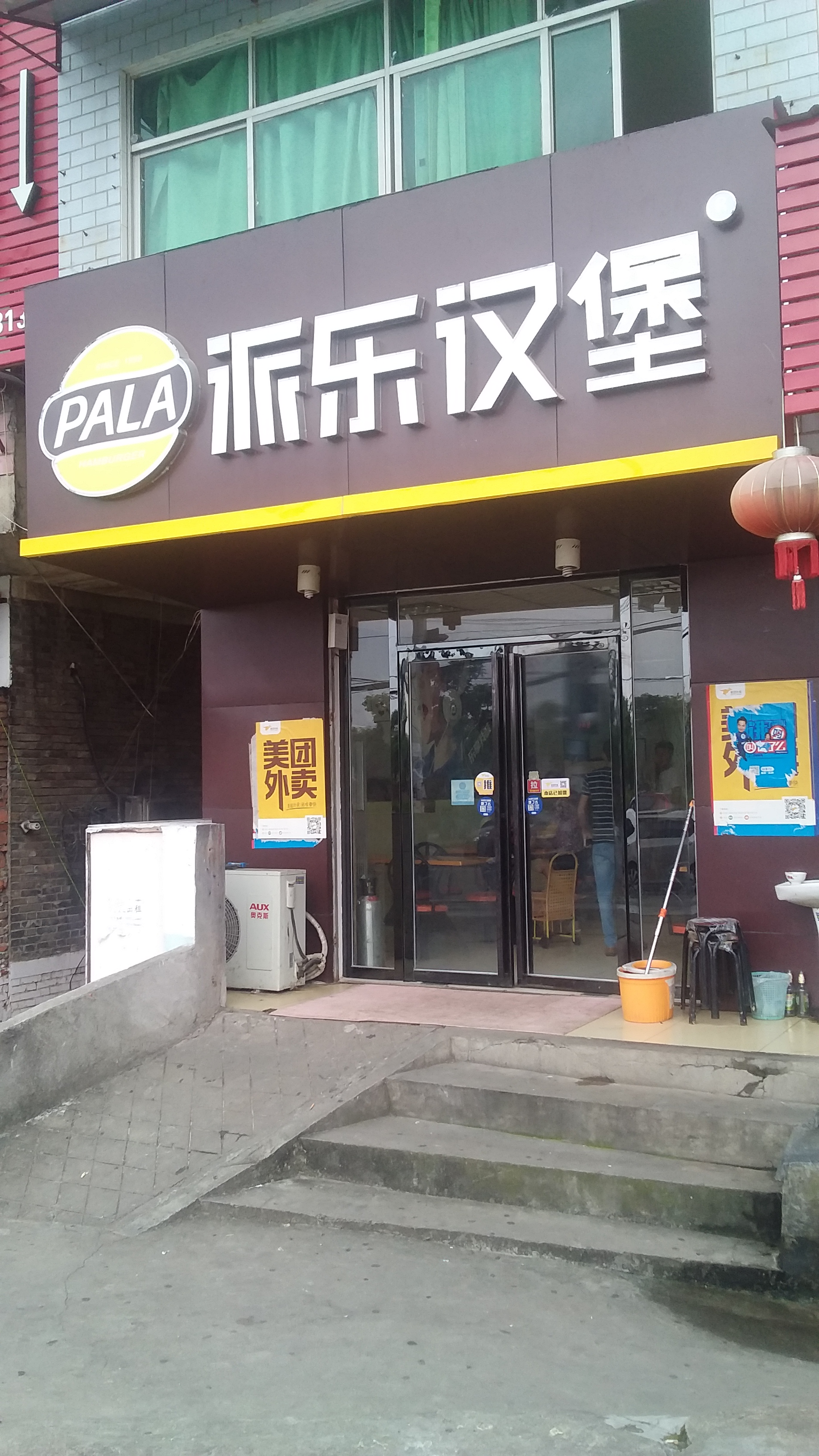
فروشگاه پالا همبرگر در ژی ان، جیانگشی

شرکت مدیریت پذیرایی پالا با مسئولیت محدود، به عنوان پالا همبرگر (چینی ساده‌شده: 派乐汉堡; چینی سنتی: 派樂漢堡; پین‌یین: Pàilè Hànbǎo)، یک فروشگاه زنجیره‌ای فست فود چینی است که مقر اصلی آن در CBD ووهان (武汉 中央 商务 区) قرار دارد. اولین فروشگاه آن در ووهان در سال ۱۹۹۹ افتتاح شد. کی ژاویان، مدیر بازاریابی، اظهار داشت که شرکت «پالا» به دلیل ارزانتر بودن مواد خوراکی خود در مقایسه با فروشگاه‌های متعلق به شرکت‌های غربی، در شهرهای کوچک‌تر گسترش یافته‌است. در سال ۲۰۱۲ این شرکت حدود ۱۰۰۰ فروشگاه حق امتیاز و حدود ۴۰۰ فروشگاه فروش مستقیم داشت. در آن سال پالا قصد داشت ۴۶۰ فروشگاه دیگر نیز افتتاح کند. تعداد فروشگاه‌ها در سال ۲۰۱۲ به ۱٬۷۰۰ و در سال ۲۰۱۳ به ۱٬۸۵۰ فروشگاه افزایش یافت. در سال ۲۰۱۴ چاینا دیلی پالا را به عنوان شماره ۶ از «۱۰ زنجیره غذایی سریع در چین» رتبه‌بندی کرد.